# 长蛸
是章鱼目章鱼科章鱼属的一种。其种加词“variabilis”意为“变化的”。主要分布于中国大陆、台湾，是北方的捕捞对象。